# Copia (arte)

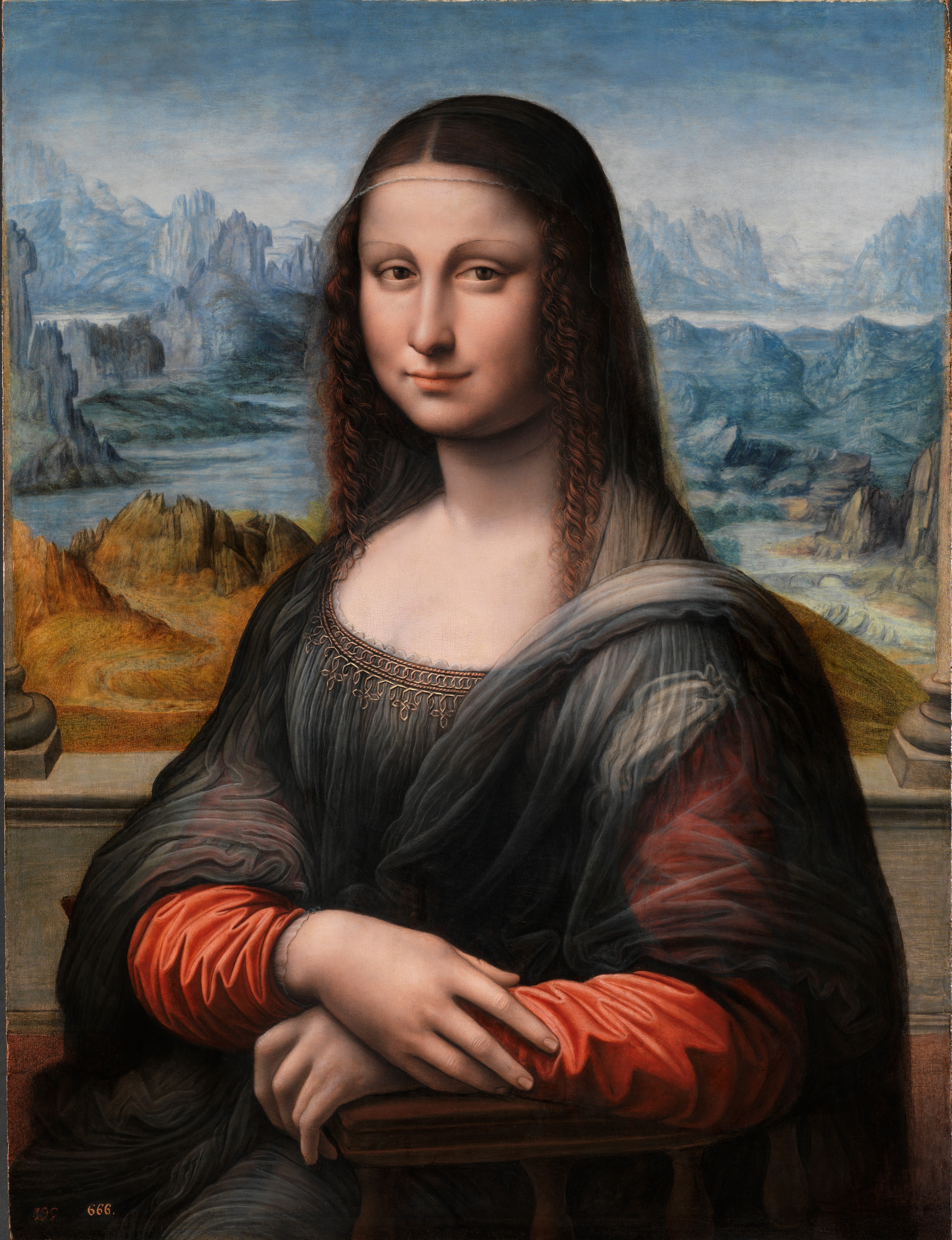
Copia de la Gioconda conservada en el Museo del Prado. Tras su restauración se determinó su condición de copia de taller, contemporánea a la producción de la original por Leonardo da Vinci. En 1919 Marcel Duchamp alteró una postal que reproducía el original expuesto en el Museo del Louvre, con lo que realizó una obra (L.H.O.O.Q.) cuya condición problemática era precisamente lo que pretendía con tal acción.

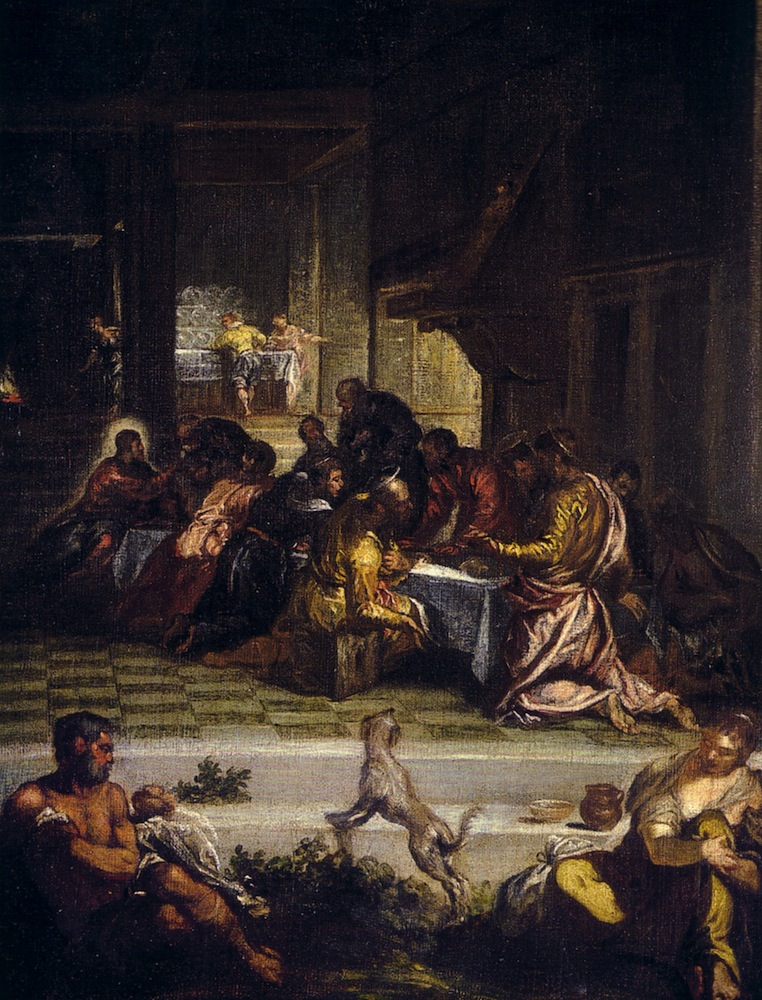
Ultima cena de Velázquez (1629), recientemente identificada como una copia de la Última Cena de Tintoretto.

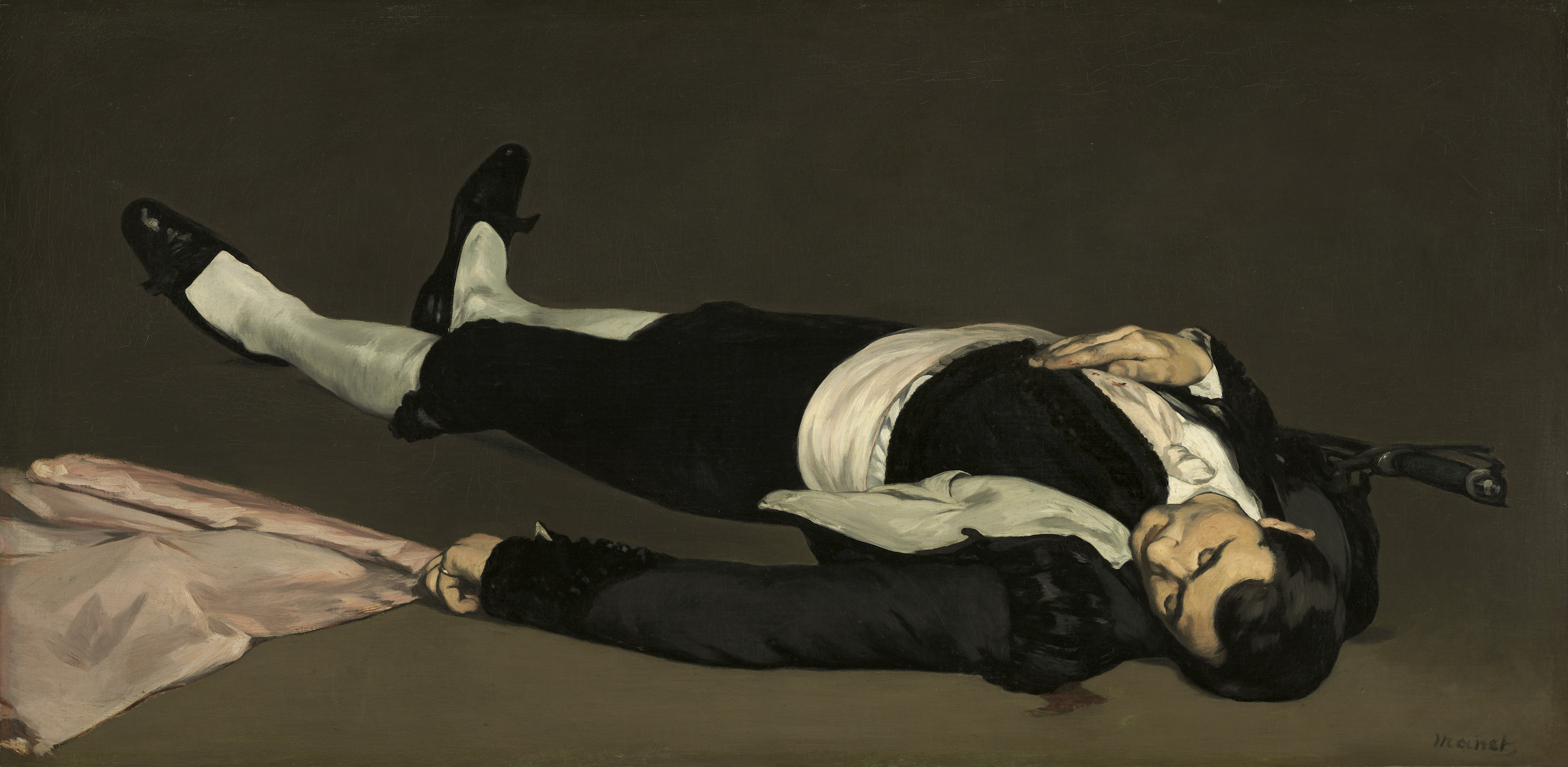
Torero muerto de Manet, 1864, versión de un Soldado muerto atribuido en esa época a Velázquez, y hoy de autoría no establecida.

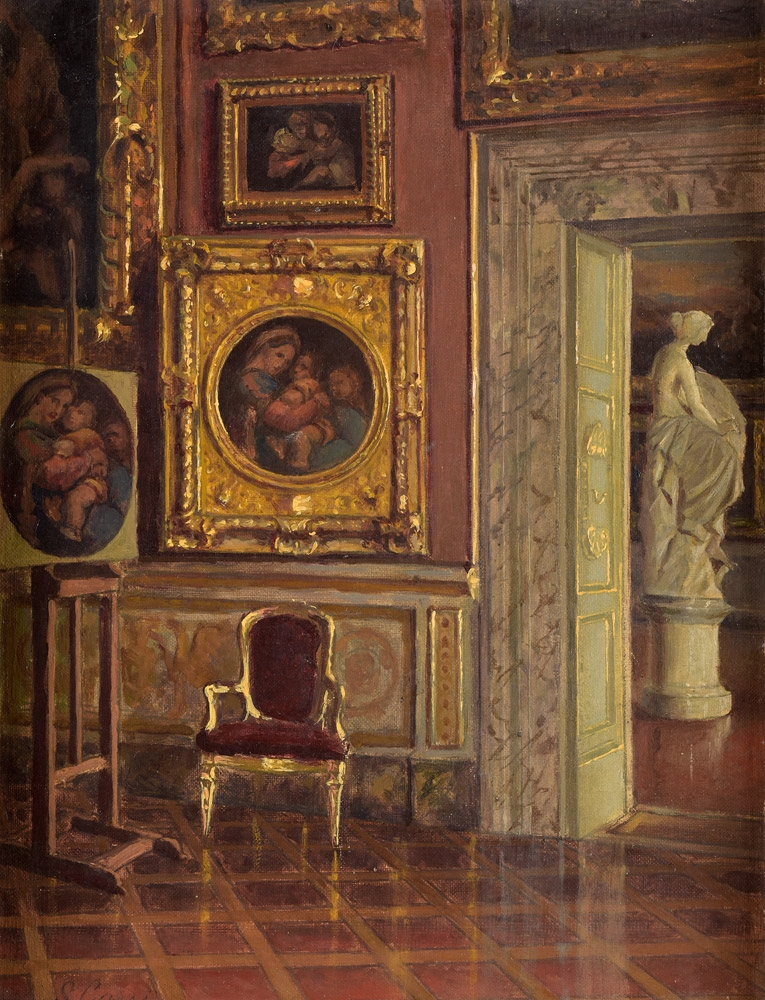
En una pintura del siglo XIX se representa la Sala di Saturno del Palazzo Pitti con la Virgen de la silla de Rafael y ante ella, en un caballete, una copia en proceso de realización.

Copia, en contexto artístico, es la imitación más precisa posible de una obra de arte. La obra original se considera su modelo. Las copias pueden ser realizadas por un copista, cuya dedicación profesional es realizarlas, o por un artista cuya principal dedicación es realizar obras de arte originales. En el caso de que una copia se realice con ánimo fraudulento, es una falsificación; mientras que las denominaciones de "homenaje", "versión", "interpretación" (o "reinterpretación), "visita" (o "revisita"), "plagio" y muchas otras, tienen diferentes consideraciones estéticas y legales (derecho de copia, derecho de cita). Cuando la copia se produce solo parcialmente (pero con inequívoco propósito de recordar el original, pues si no se trataría de una coincidencia involuntaria o de un fraude consciente) se suelen utilizar las denominaciones "cita" o "referencia".
Si las copias no se realizan en la misma forma de expresión artística (pintura, escultura, arquitectura, cómic, cine -y no únicamente entre las artes visuales-) se pueden calificar de "traslaciones" (por comparación con la traducción de textos literarios a idiomas diferentes). Para el caso de la pinturas se suele considerar que una copia debe realizarse con la misma técnica pictórica que la obra original (óleo, temple, acuarela, etc.); lo que no es tan necesario en el caso de las escultura s, por razón de que la diferencia de material determina mucho más su coste (distintos tipos de metal -en vaciado o forja-, distintos tipos de madera, distintos tipos de piedra, además del yeso o estuco, la arcilla o la cera, incluso el papel maché). La reproducción de una obra de arte con procedimientos mecánicos, como el molde, el grabado, la imprenta, la fotografía o la grabación y reproducción de sonido. no produce estrictamente copias sino, como su nombre indica, reproducciones, a veces en gran número. Un facsímil es una reproducción de alta calidad, realizada con medios mecánicos, que imita lo mejor posible al original en cuanto a formato, tecnología de fabricación, material, superficie y color, normalmente producido en una edición determinada.
La reflexión teórica sobre la reproducibilidad del arte es parte esencial de la estética y la teoría del arte, especialmente a partir de la crítica de la modernidad, la industrialización y la reivindicación del trabajo artesanal y las llamadas artes menores (John Ruskin, Modern Painters 1843, Seven Lamps of Architecture, 1849, The Stones of Venice, 1851, William Morris y el movimiento Arts and Crafts, movimiento Bauhaus y concepto de "diseño", Walter Benjamin, La obra de arte en la época de su reproductibilidad técnica, 1936).

## Historia
La práctica de la copia está atestiguada desde la Antigüedad: la gran mayoría de las obras de la escultura griega clásica en bronce no han sobrevivido sino en copias helenísticas o romanas en mármol. En cuanto a la pintura, es un buen ejemplo el mosaico de la batalla de Issos, copia de una desaparecida pintura del siglo IV a. C. atribuida a Filoxeno de Eretria. Se supone que muchos de los frescos romanos que decoraban las casas de Pompeya y de las villae por todo el Imperio son copias de pinturas griegas famosas en su época.

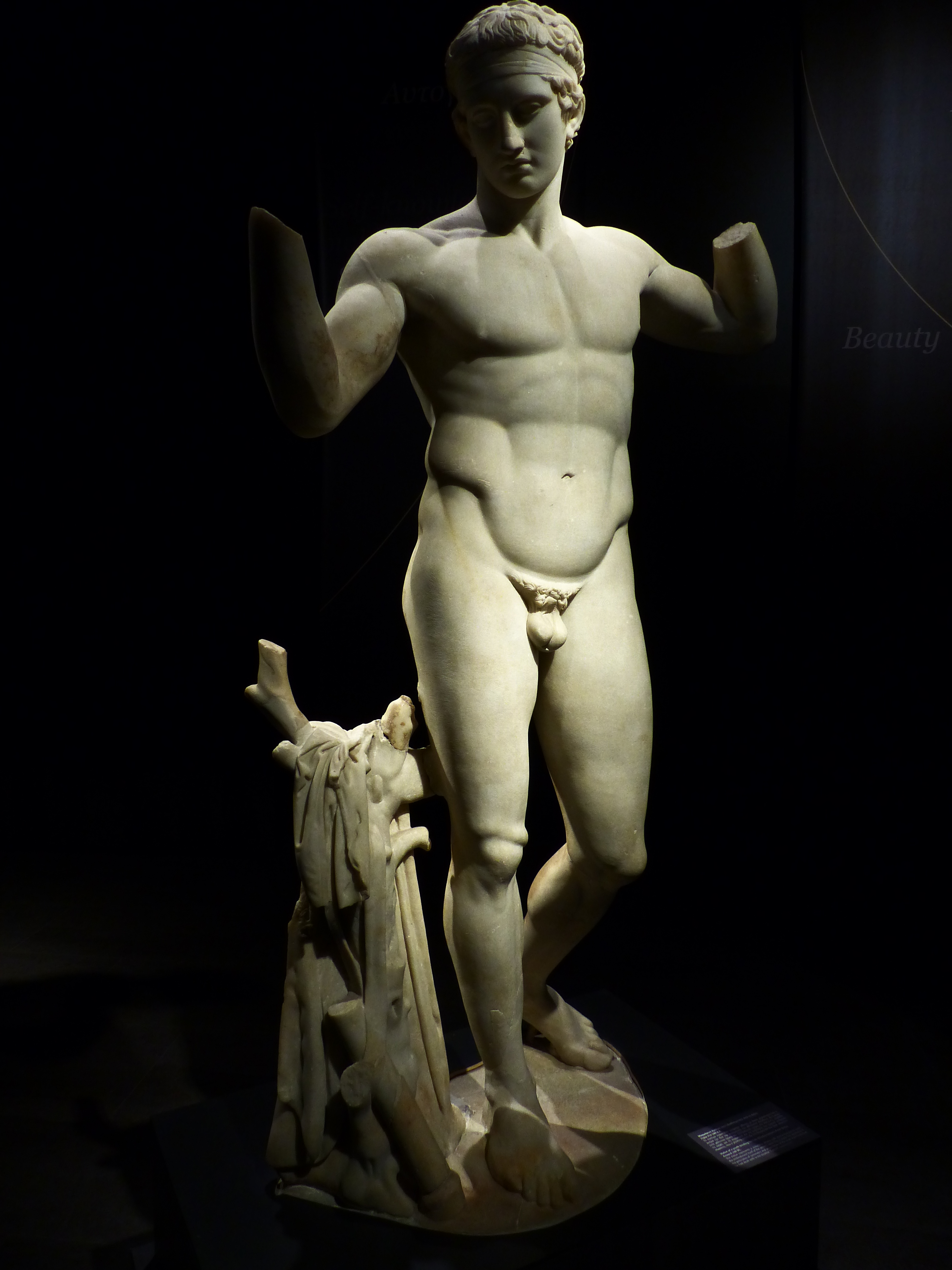
El Diadúmeno conservado en el Museo Arqueológico Nacional de Atenas. Es una copia del original de Policleto (siglo V a. C.) realizada en época romana (comienzos del siglo I a. C.) La adición del tronco de árbol es necesaria para la estabilidad, puesto que el mármol no puede reproducir la composición que tenía el bronce (más ligero al ser hueco).
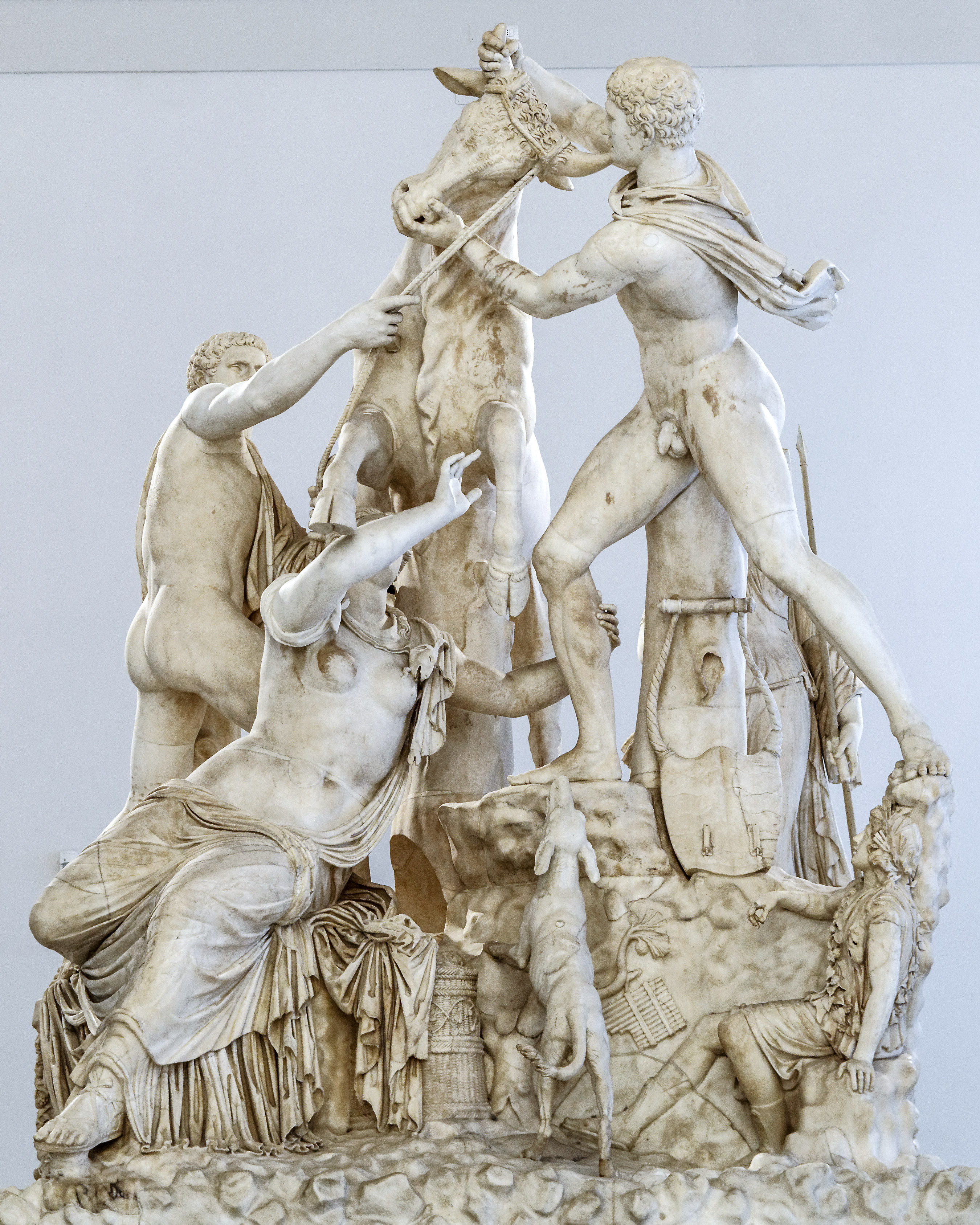
El Toro Farnese, actualmente considerado una versión (posterior a la época en la que Gayo Asinio Polión trajo el original a Roma) del original helenístico de Apolonio y Taurisco de Tralles (siglo II a. C.) Hay también traslaciones a pintura (un fresco en la Casa de los Vettii de Pompeya y varios mosaicos en villae hispanas y dálmatas).
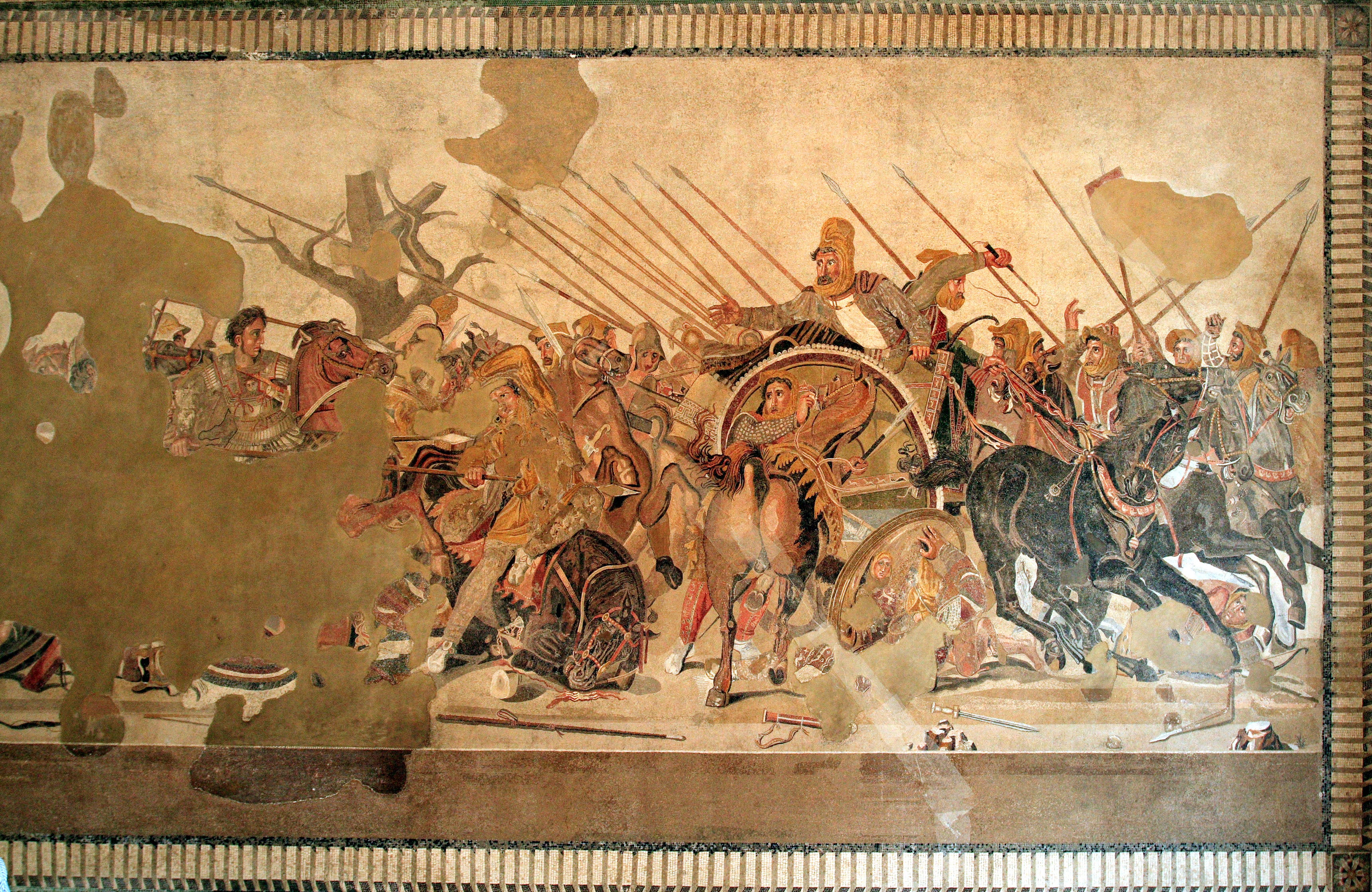
El mosaico de Issos hallado en la Casa del Fauno de Pompeya.
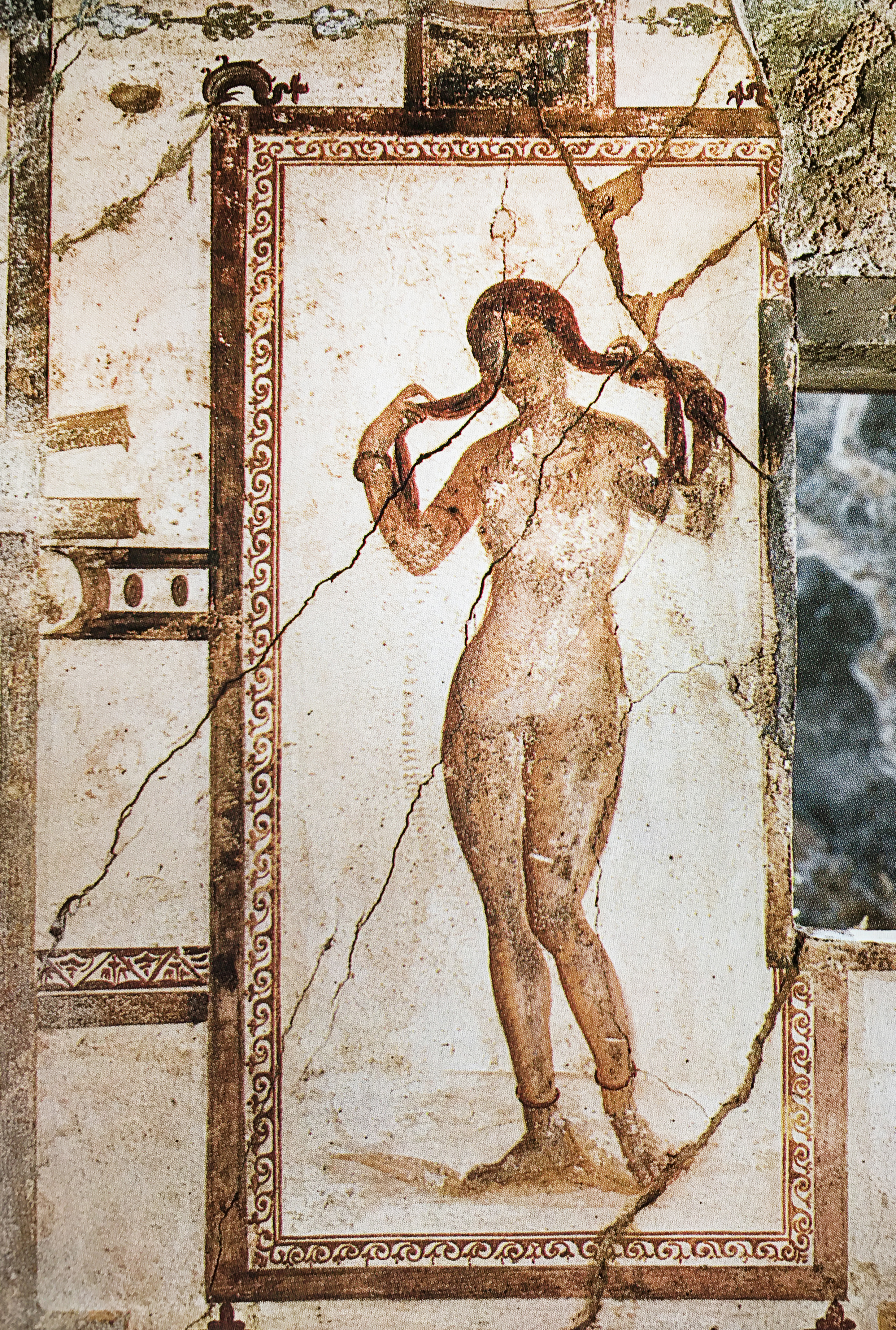
Fresco hallado en la Casa del Príncipe de Nápoles de Pompeya que se considera una de las copias de la Afrodita Anadiomena de Apeles (siglo IV a. C.)

La copia o imitación estereotipada de los modelos es una característica general de muchas épocas y estilos artísticos, desde la pintura y escultura egipcia hasta el arte medieval. La búsqueda de la originalidad es una característica propia del arte occidental a partir de Giotto, y sobre todo en del arte de la Edad Moderna y el arte de la Edad Contemporánea; lo que le distingue, con matices, del arte oriental.
No obstante, los grandes maestros de todas las épocas han realizado copias de los de épocas anteriores o de contemporáneos suyos; y, significativamente, han realizado réplicas de sus propias obras. Alberto Durero fue profusamente copiado por grabadores italianos, como Enea Vico o Marcantonio Raimondi (con quien mantuvo un pleito en 1511, puesto que le copiaba hasta la firma). Giulio Romano, que había tomado por original una copia del Retrato de Leon X de Rafael hecha por Andrea del Sarto, a pesar de que él mismo había intervenido en la pintura original, llegó a decir que había que preferir la copia.
El Renacimiento fue un movimiento cultural que, en sí mismo, representa una manifiesta voluntad de reproducir el arte clásico (entendiendo "clásico" como "digno de ser imitado"), en ocasiones repitiendo más o menos literalmente el vocabulario visual y los motivos de las muestras del arte griego y romano a las que podían acceder, como los órdenes arquitectónicos (que Leon Battista Alberti mide) o los grutescos (que se descubren en las ruinas de la Domus Aurea de Roma). Un ejemplo extremo de tal veneración lo dio Miguel Ángel en su relación con el Torso del Belvedere.
Véase la galería de imágenes en Commons sobre "El torso del Belvedere en Miguel Ángel y otros pintores"
En el Neoclasicismo tal búsqueda de identificación llegó a ser más evidente; mientras que en el Neogótico y otros historicismos de tipo revival la búsqueda tuvo otros modelos. La última parte del siglo XIX presenció la búsqueda de modelos en el arte de civilizaciones no europeas, como el japonismo. La reivindicación del primitivismo del arte africano y el arte ibérico, siempre desde una personalísima interpretación, estuvo en el surgimiento del cubismo y la llamada "época negra" de Picasso (1907-1909).
Algunas obras punteras del Renacimiento han sobrevivido solo en copias, como las Leda y el cisne de Miguel Ángel y de Leonardo, los frustrados murales que estos dos mismos artistas planearon para el Salón de los Quinientos de Florencia (La batalla de Anghiari y La batalla de Cascina), los fresco de Primaticcio y Giulio Romano en la Galería de Ulises del Palacio de Fontainebleau, el retrato de Enrique VIII de Holbein el Joven o el el de Carlos V e Isabel de Portugal de Tiziano. Significativamente, varias de ellas se deben a Rubens, que realizó muchas otras, una de las cuales replicó Velázquez en Las Hilanderas a modo de "el cuadro dentro del cuadro". A su vez, Velázquez fue también un magnífico copista, además de dirigir el ambicioso programa de copias en Italia (sobre todo esculturas) que le encargó Felipe IV. En el taller de Rubens, Van Dyck trabajó, entre otras funciones, como copista del maestro para que sobre sus copias se realizaran grabados. A Van Dyck le sucedió en la corte inglesa William Dobson, que comenzó destacando como copista de los cuadros y el estilo de su predecesor, con el que se le confundía.

Tentación de san Antonio, de Miguel Ángel, copia o versión en técnica pictórica del grabado de Martin Schongauer.
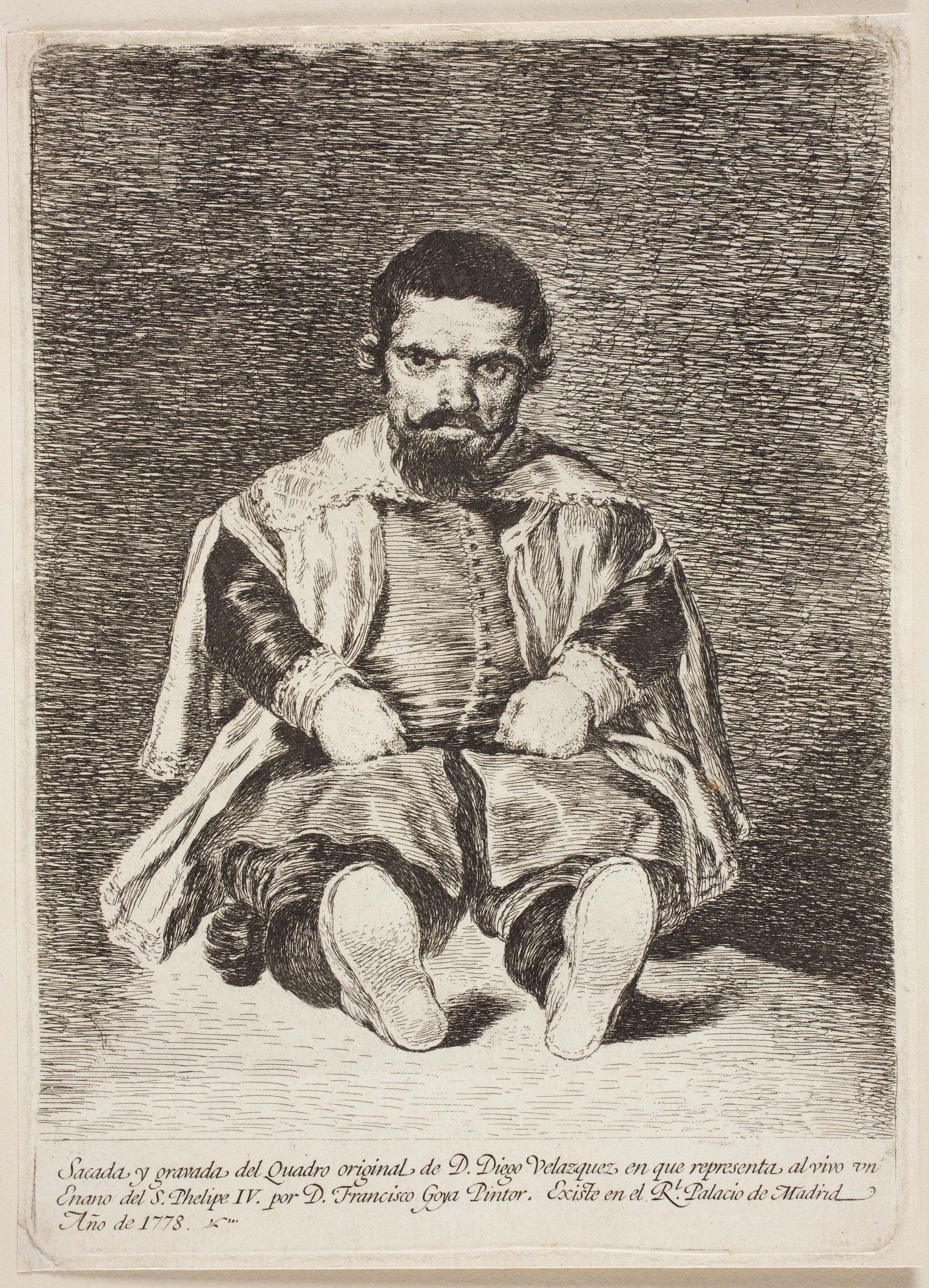
El bufón Sebastián de Morra, copia de Goya "sacada y grabada del cuadro original de D. Diego Velázquez" (en sus propias palabras, al pie del grabado).
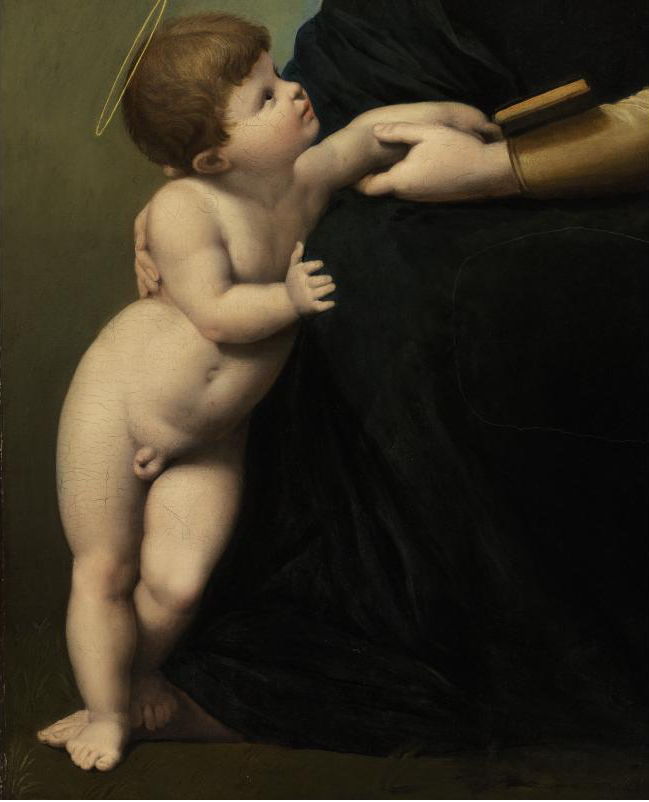
Detalle de una Virgen con el Niño y San Juanito, copia de La bella Jardinera de Rafael por Delacroix.

Ya en el inicio de la Edad Contemporánea, Goya recogió el testigo realizando muchas copias de cuadros de Velázquez; y más adelante Mariano Fortuny hizo lo propio con obras de Goya y Velázquez, entre otros, dirigido por su suegro Federico de Madrazo, que facilitó a muchos otros la copia en las salas del Museo del Prado. Delacroix, Manet o Cezanne dedicaron una fecunda parte de su actividad a la copia y adaptación de maestros del Renacimiento y el Barroco. Van Gogh copió repetidamente a Millet, además de a Delacroix, Gustave Doré, Virginie Demont-Breton y muchos otros; y se justificaba así en su correspondencia con su hermano Theo: "pintar según esos dibujos de Millet es traducirlos a otra lengua antes que copiarlos... un montón de gente no copia, un montón de otros copian, yo me puse a hacerlo por casualidad, y me parece que eso enseña y, sobre todo, a veces consuela".

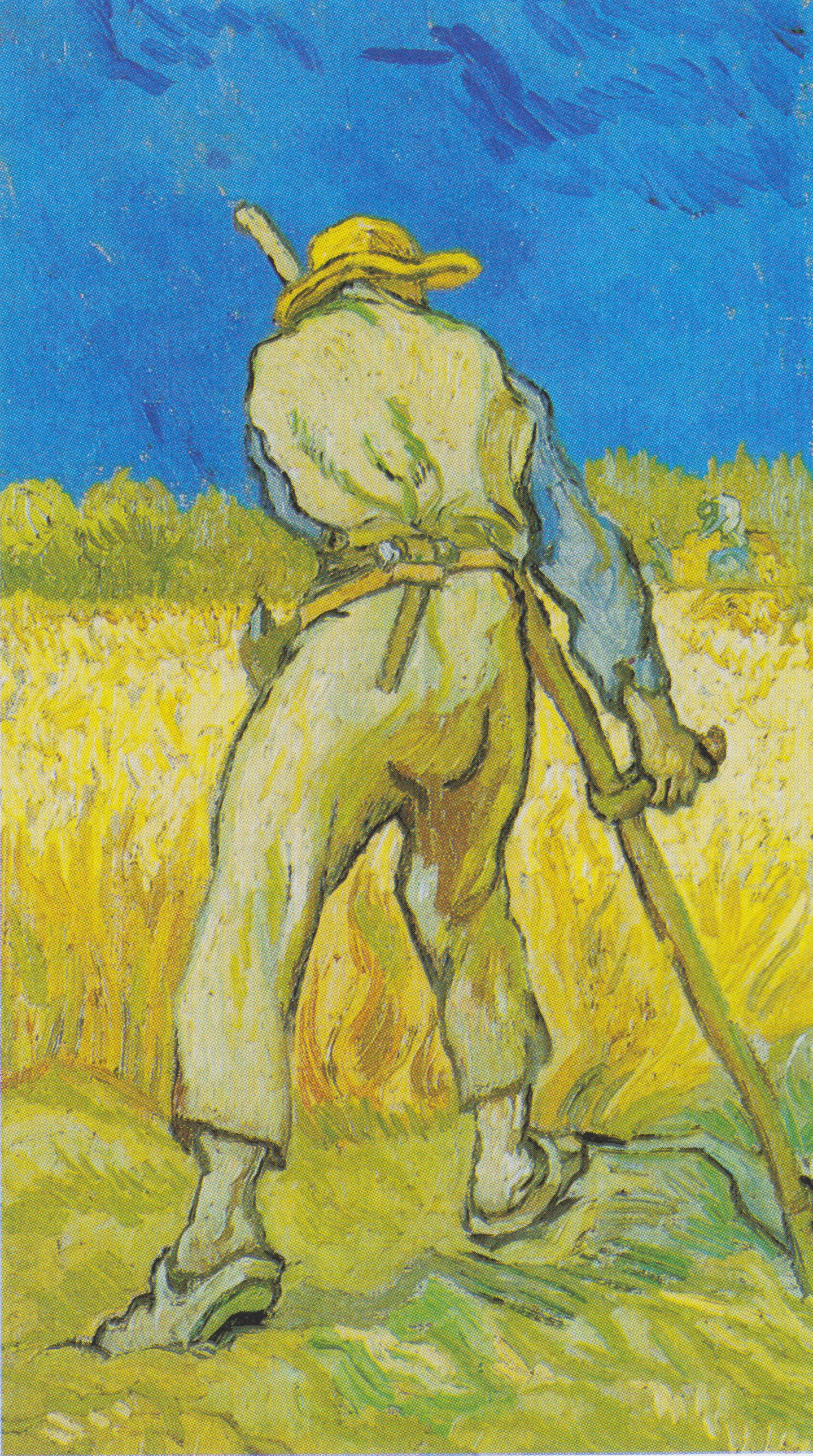
El segador, de Van Gogh, copia de un grabado de Jacques Adrien Lavieille realizado a partir de un original de Jean-François Millet, perteneciente a una serie de diez dibujos (Los trabajos del campo, 1852). Van Gogh los pintó todos al salir del sanatorio mental en 1889. Siete de esas obras están en el Museo Van Gogh de Ámsterdam y las tres restantes en colecciones privadas, como esta, subastada en 2017.
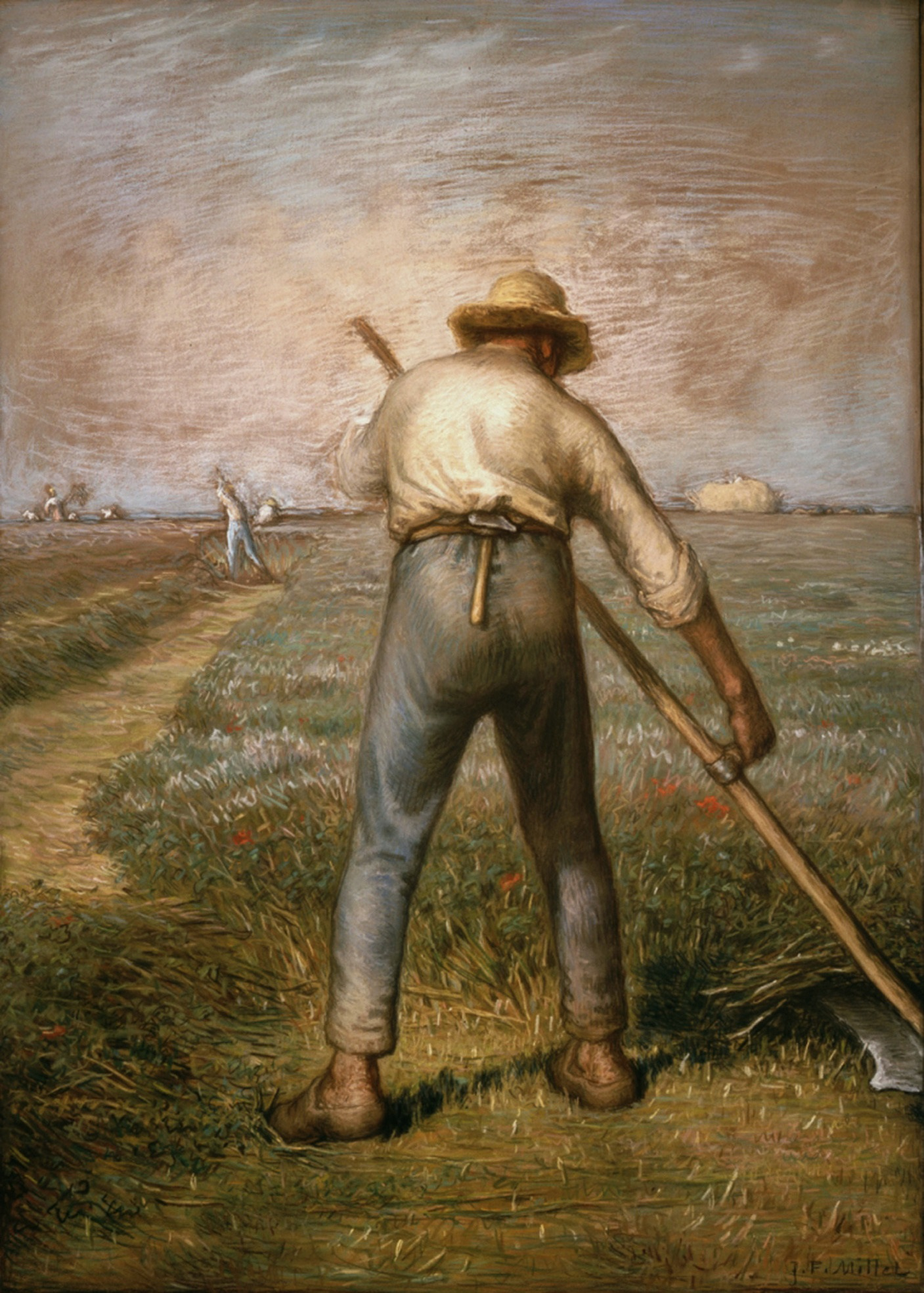
Versión en pastel sobre cartón del dibujo, realizado por el propio Millet ca. 1866-1867.
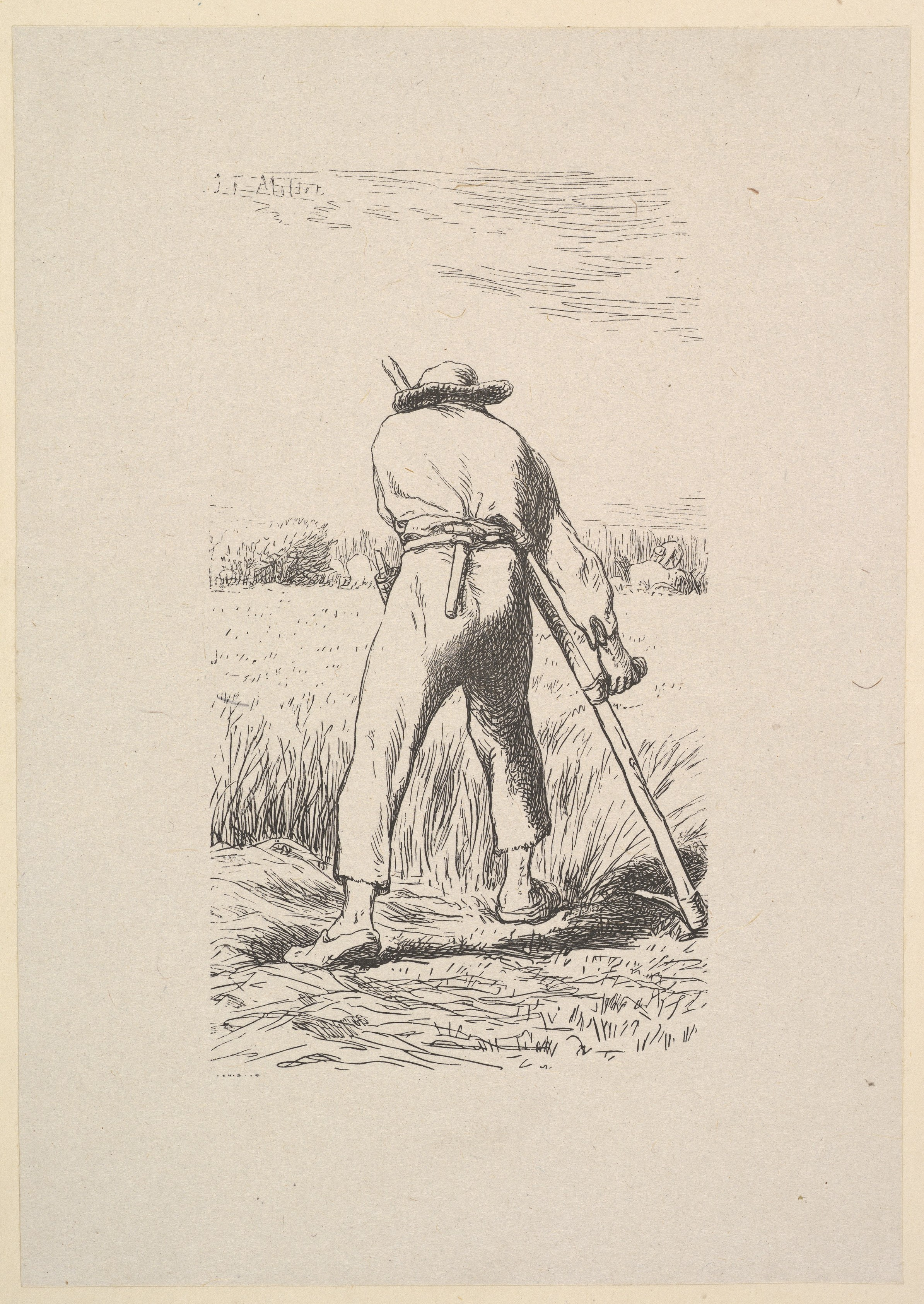
Grabado de Lavieille sobre el dibujo original de Millet, 1853.
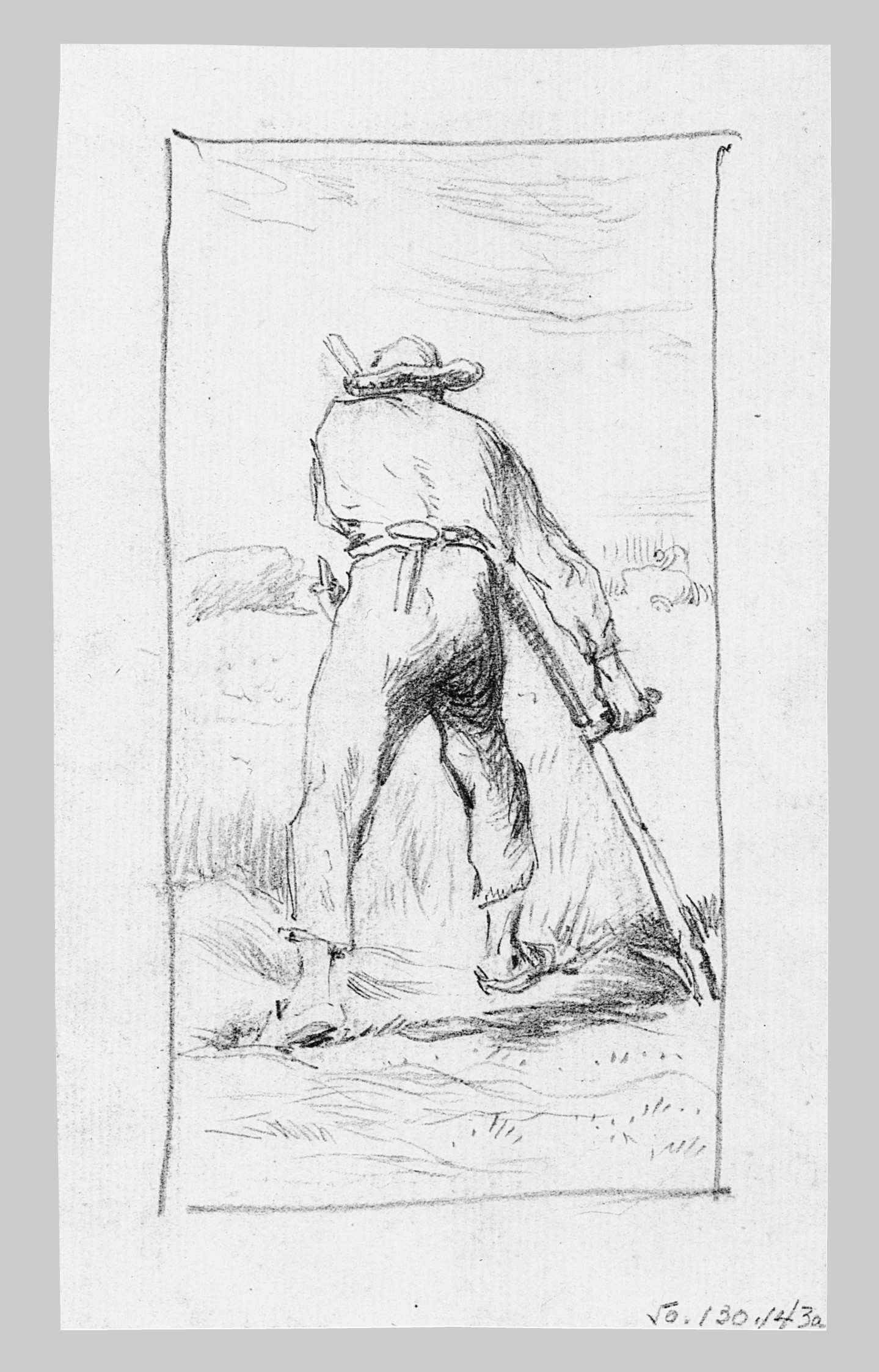
Copia de John Singer Sargent, ca. 1875.

A veces, la copia o reinterpretación de una obra anterior llega a ser tan obsesiva como en Las Meninas de Picasso, una serie de 58 obras (que a su vez dio lugar a un pastiche de Richard Hamilton) y otra de cuarenta sobre El almuerzo sobre la hierba (que solo son "copias" en el sentido de inspiraciones u "homenajes", adaptándolas a su propio lenguaje expresivo, lo que se ha llegado a denominar "una reapropriación a través del tema y las composiciones"). La frase de Picasso "los grandes artistas copian, los genios roban" fue parafraseada por Banksy como "los malos artistas imitan, los grandes artistas roban" (en su graffiti Cita de Picasso, 2009). Francis Bacon reinterpreta el Retrato de Inocencio X de Velázquez. Duchamp o Yves Klein utilizan directamente reproducciones de La Gioconda o la Victoria de Samotracia para realizar sus intervenciones.
En las modernas artes gráficas se experimenta con diferentes métodos de copia, obra derivada y apropiacionismo, con la utilización de calcos (papel de calco, papel carbón), plantillas, estarcido, pantógrafo, máquina de sacar puntos, proyección de diapositivas (sobre la que se realiza la obra pictórica para un efecto hiperrealista), etc. Particularmente el movimiento estético Pop art se basa en la repetición mecánica de modelos (obras de Andy Warhol, como las Latas de sopa Campbell, los retratos de Marilin Monroe, de Elvis o de Prince -por el que fue demandado judicialmente, con condena post mortem-; o de Roy Lichtenstein, como Pincelada o su versión de La habitación de Arles de Van Gogh-; así como artistas posteriores, como Jeff Koons o Richard Prince).

## Propósito
La copia puede tener diferentes destinos o propósitos, desde el educativo (enseñanza del arte) y museístico (Musée des copies -París, 1871-, Museo de Reproducciones Artísticas -Madrid, 1877, trasladado al Museo Nacional de Escultura de Valladolid en 2011-, Museo de Reproducciones de Bilbao, 1927, Royal Academy of Arts, Londres -cuenta con 700 copias en yeso-), dado que la copia es una práctica fundamental en el arte académico; hasta la conservación (para preservar un original demasiado frágil, como la neocueva de Altamira o la instalación denominada Lascaux II); pasando por el mero placer de disponer de una obra famosa a cuyo original no se puede acceder; o el gusto historicista de repetir o imitar técnicas, estilo, temas y motivos artísticos de una época determinada.
Antes del desarrollo de los procesos de reproducción modernos, la copia hecha a mano era la única manera de disponer de una obra por cualquier motivo, incluyendo los más honestos y alejados del ánimo de falsificación (como disponer de un retrato del personaje que se deseara o integrar una obra de arte prestigiosa en otro entorno distinto para el que el original fue creada). Algunos artistas se vieron incentivados por el propio mercado para repetir una obra múltiples veces, como Eugen Bracht, que realizó para distintos clientes 18 versiones de su Tumba de Aníbal. Algo similar le ocurrió a Arnold Böcklin con La isla de los muertos.

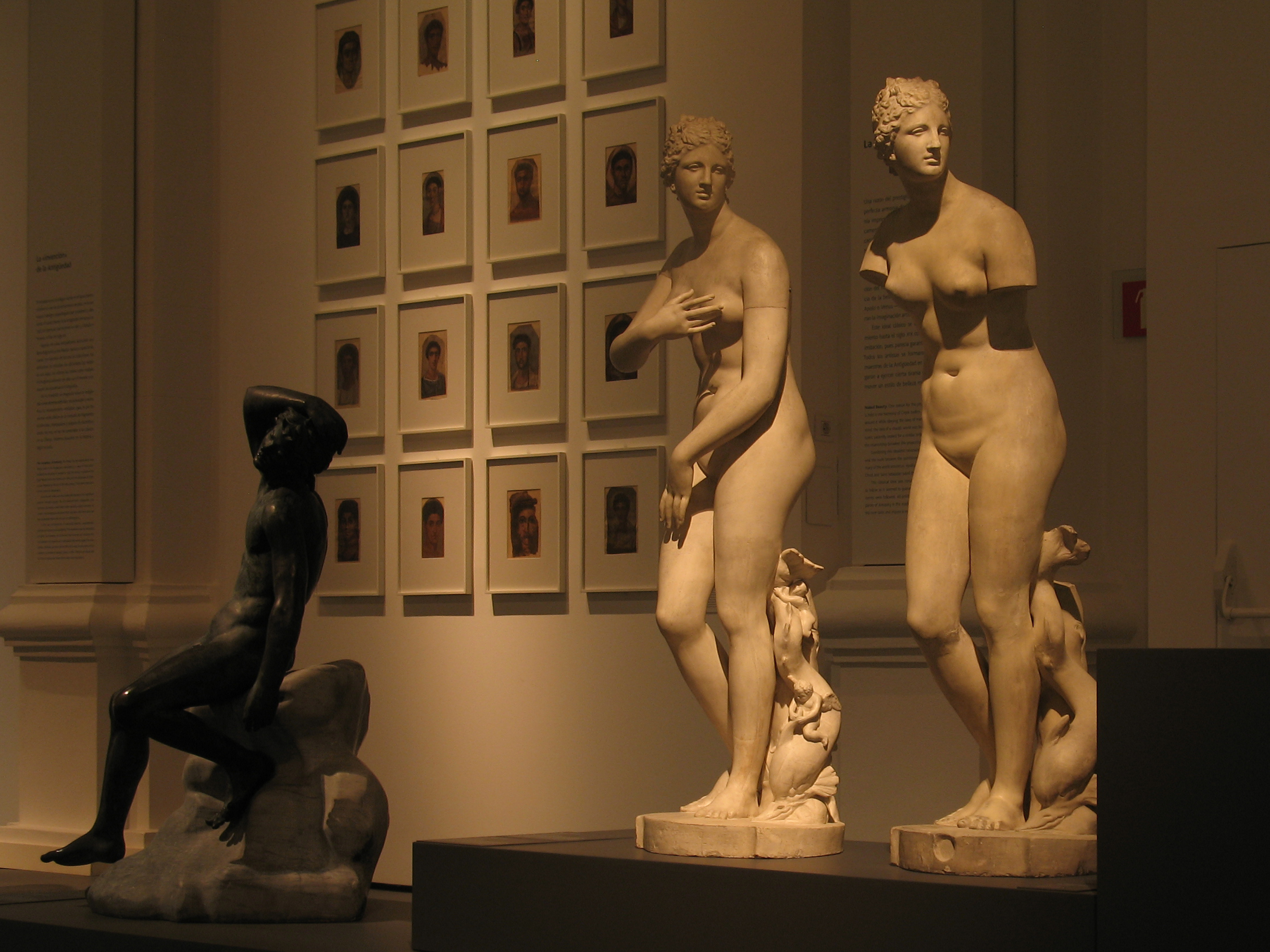
Copias en yeso (en el Museo Nacional de Escultura de Valladolid, procedentes del antiguo Museo de Reproducciones Artísticas de Madrid), de distintas versiones de la Venus de Médici (conservada en la Galeria degli Uffizi de Florencia), que a su vez es una copia o versión de época helenística de la Afrodita de Cnido o púdica de Praxíteles, destruida en el siglo VI.
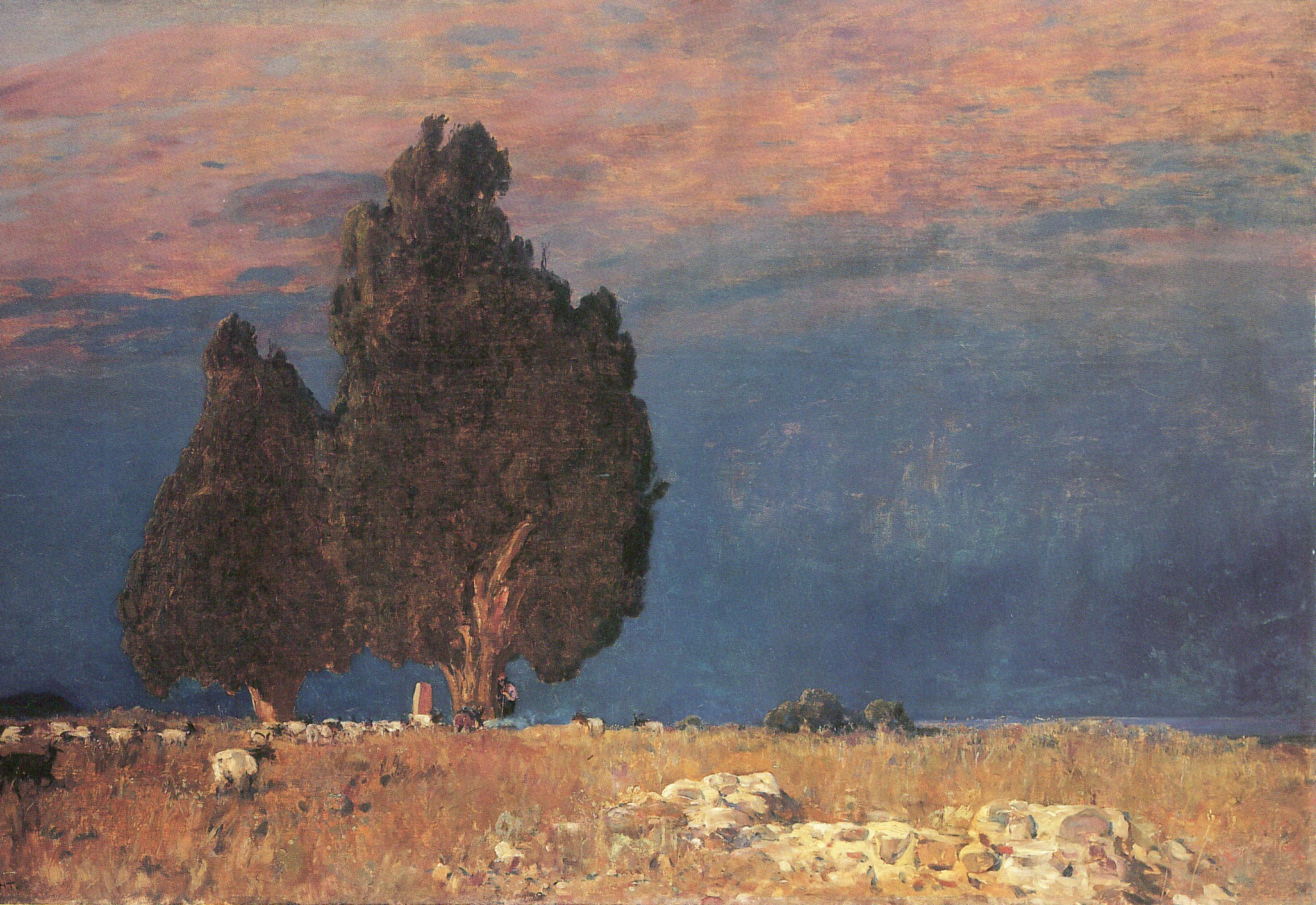
Una de las versiones de la Tumba de Aníbal, de Eugen Bracht, 1921.
Copia del retrato de Enrique VIII de Hans Holbein el Joven, atribuida a Hans Eworth, conservada en la Walker Art Gallery, datada después de 1537. El mural original, en Whitehall Palace, se destruyó.
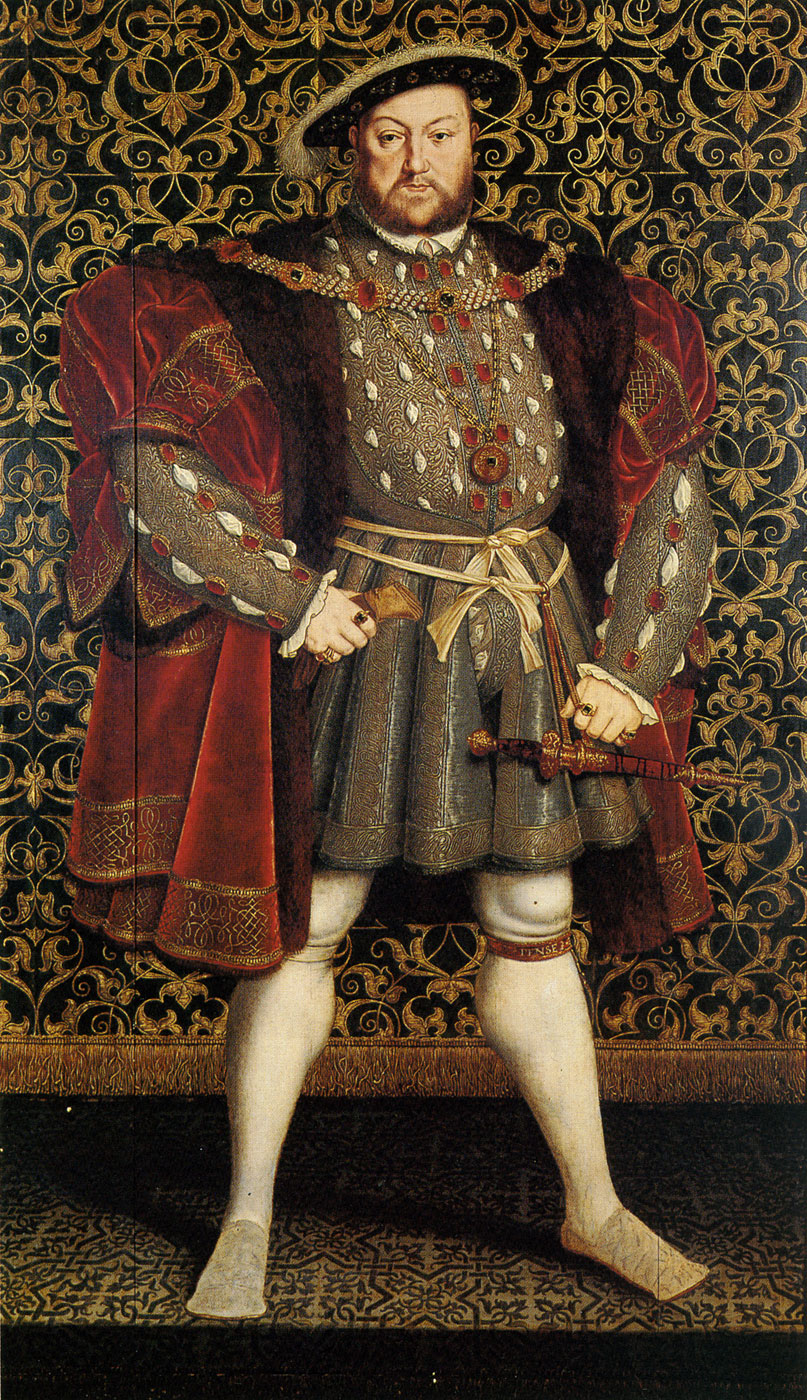
Ídem, conservada en Chatsworth House, atribuida a Hans Eworth, datada ca. 1560.
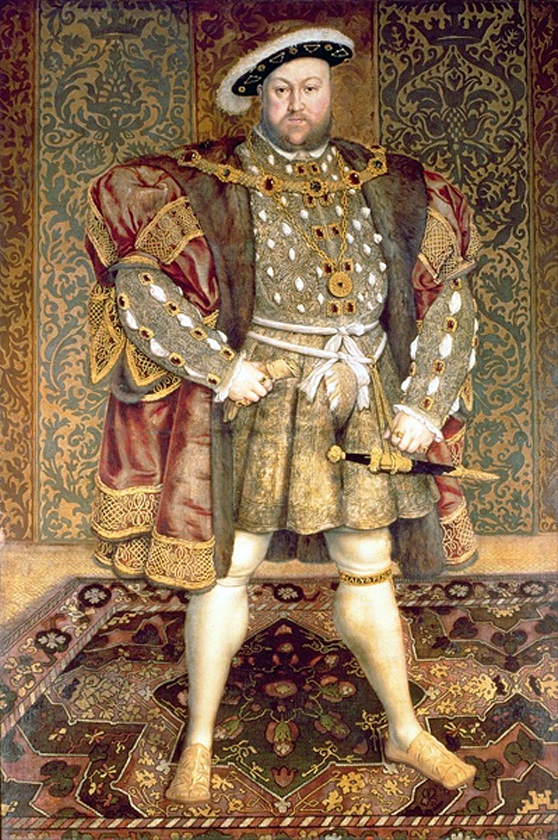
Ídem, Belvoir Castle (colección del Duque de Rutland), fechada en el siglo XVII.
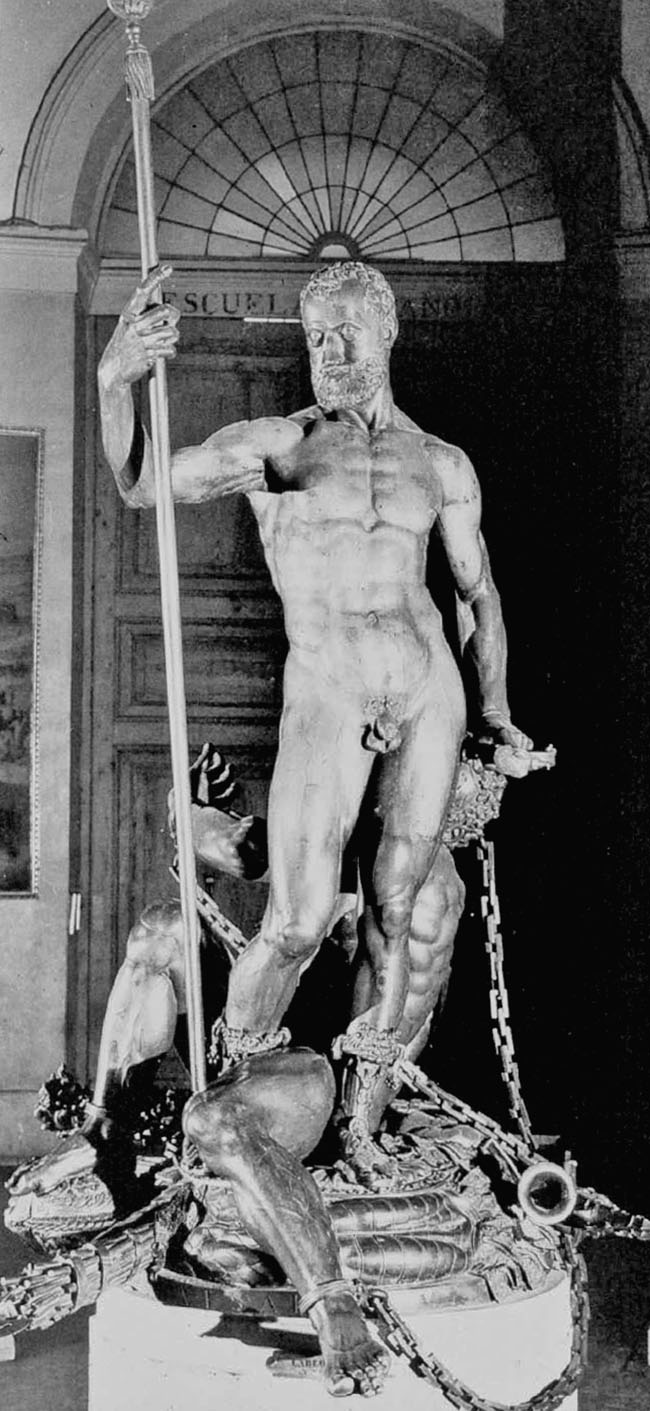
Carlos V y el Furor, de Pompeo Leoni, en el Museo del Prado (despojado de la armadura).
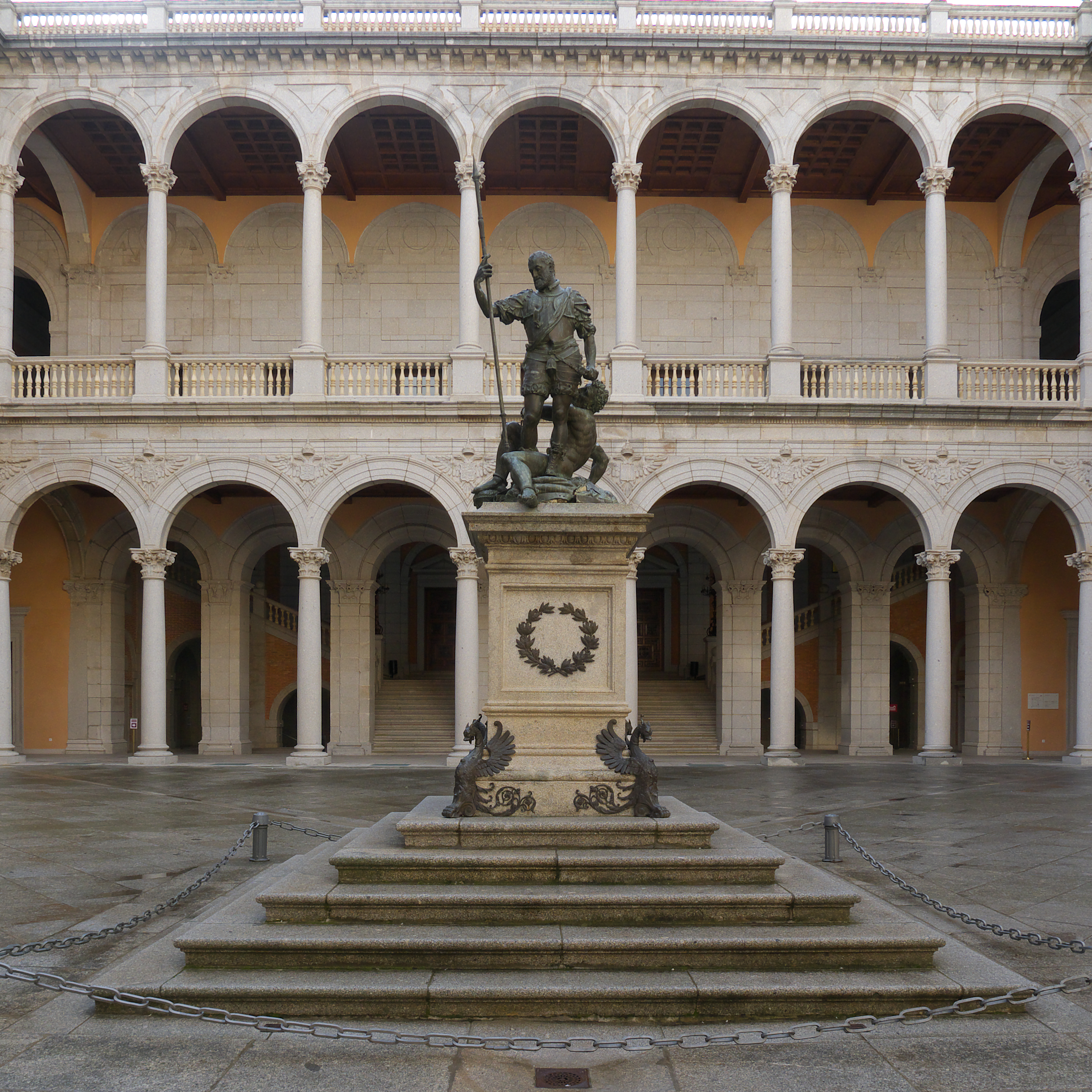
Copia en el Alcázar de Toledo.
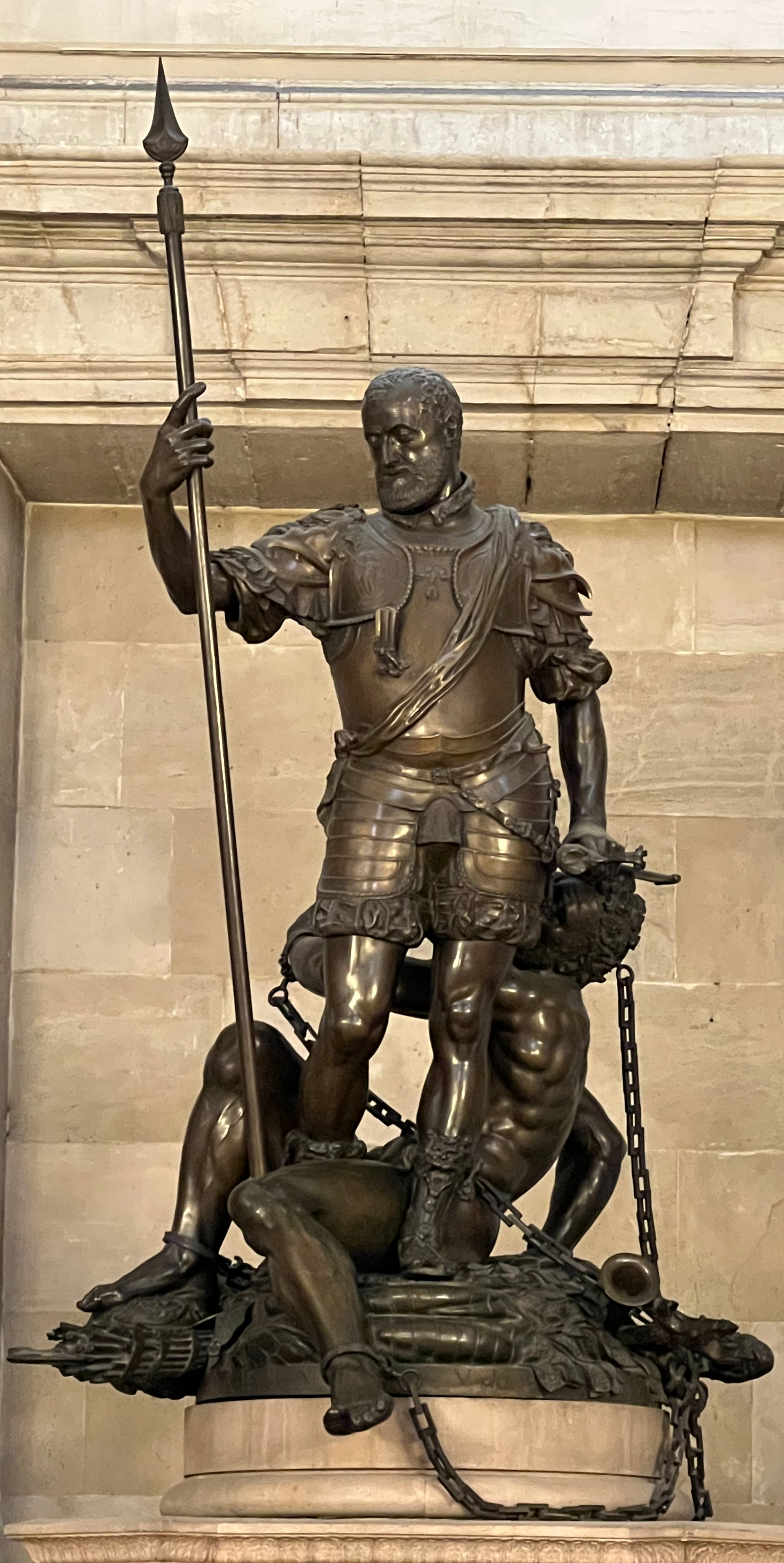
Copia en el Palacio Real de Madrid.
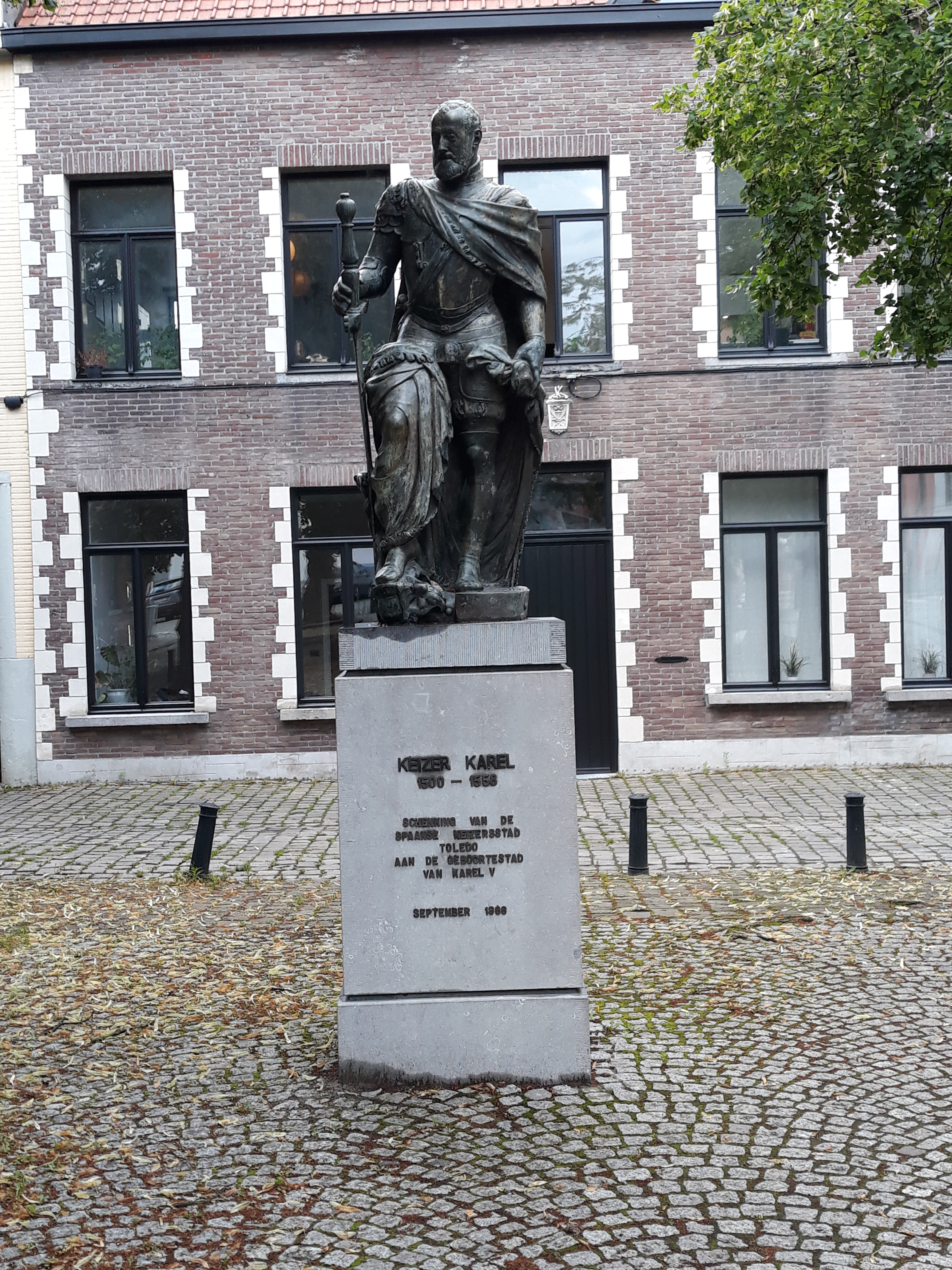
Versión en Gante.

## Tipos de copia
Pueden distinguirse distintos tipos de copia: réplica (que ha sido realizada por el mismo artista que realizó la obra original, a modo de una repetición de la primera versión), copia de taller o copia de escuela (realizada en el taller artístico por los discípulos del maestro que realizó el original), copia contemporánea (realizada por un artista distinto, pero de la misma época, que puede compartir estilo), copia tardía (realizada por un artista de una época posterior a la original, pero anterior a la actualidad), copia moderna (realizada en la actualidad), pastiche y reproducción.

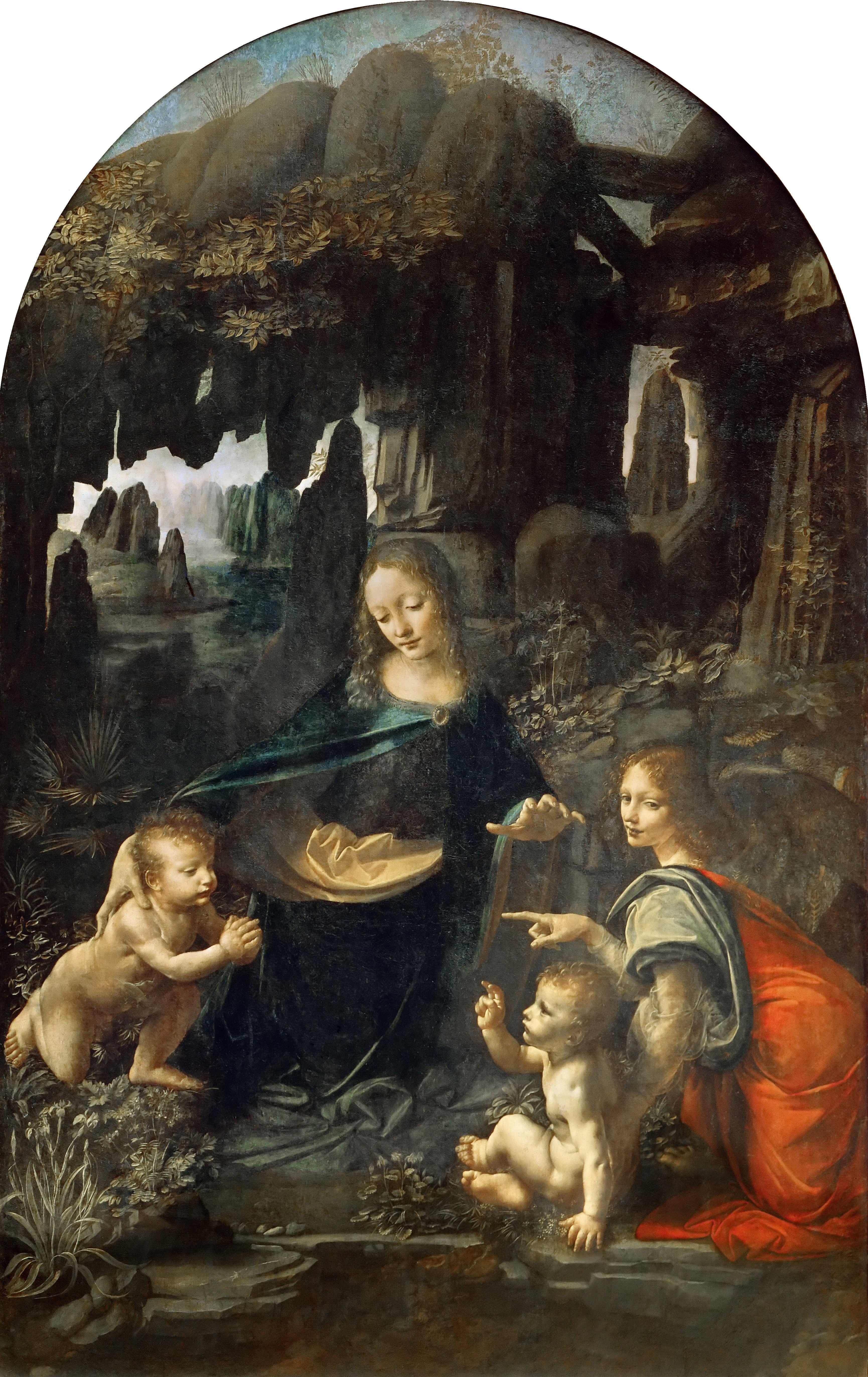
La Virgen de las rocas de Leonardo da Vinci, primera versión (Museo del Louvre, París).
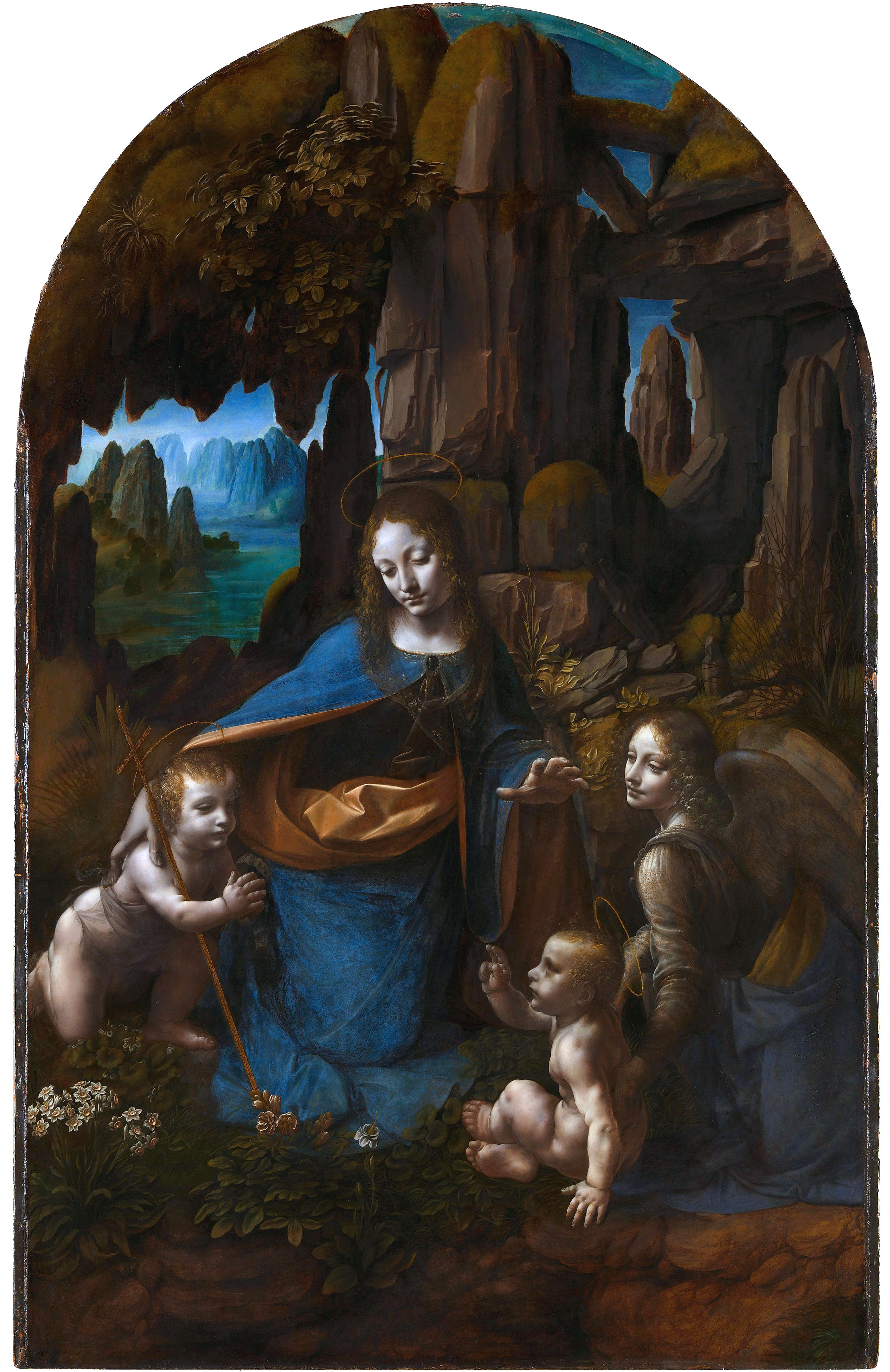
La segunda versión (National Gallery, Londres)

En la bibliografía sobre arte se distinguen matices que pueden diferenciar el tipo de copia con las expresiones "estudio de" (copia creada por discípulos en el taller de un maestro, quizá con participación de este), "círculo de" (copia creada por un artista asociado con el original, en un tiempo contemporáneo o inmediatamente posterior a la vida de ese primer artista), "según" (-after- imitación exacta o parcial de una obra conocida, realizada por otro artista importante) y "estilo de" (interpretación del estilo de un artista hecho por otro en una época posterior).
Una "segunda versión" es distinta de la réplica si el artista cambia la composición o altera de algún modo la forma de la obra original.

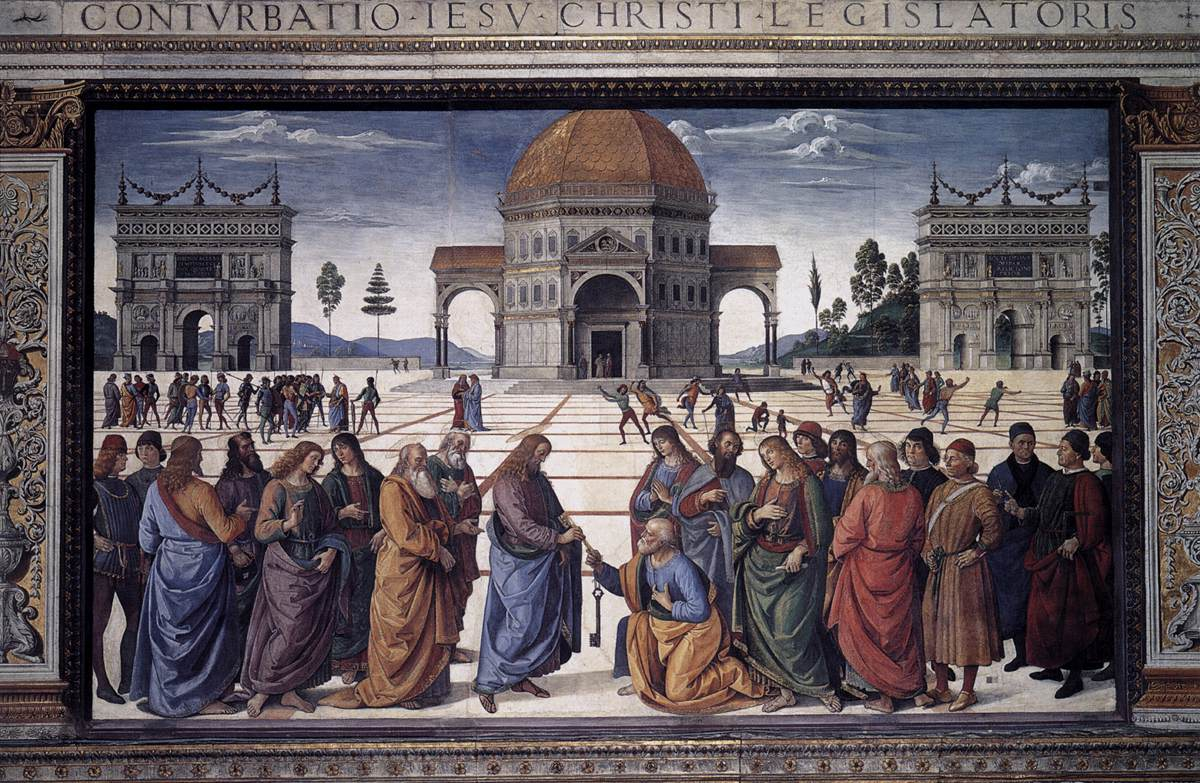
Entrega de las llaves a San Pedro, de Perugino, ca. 1481-1482.
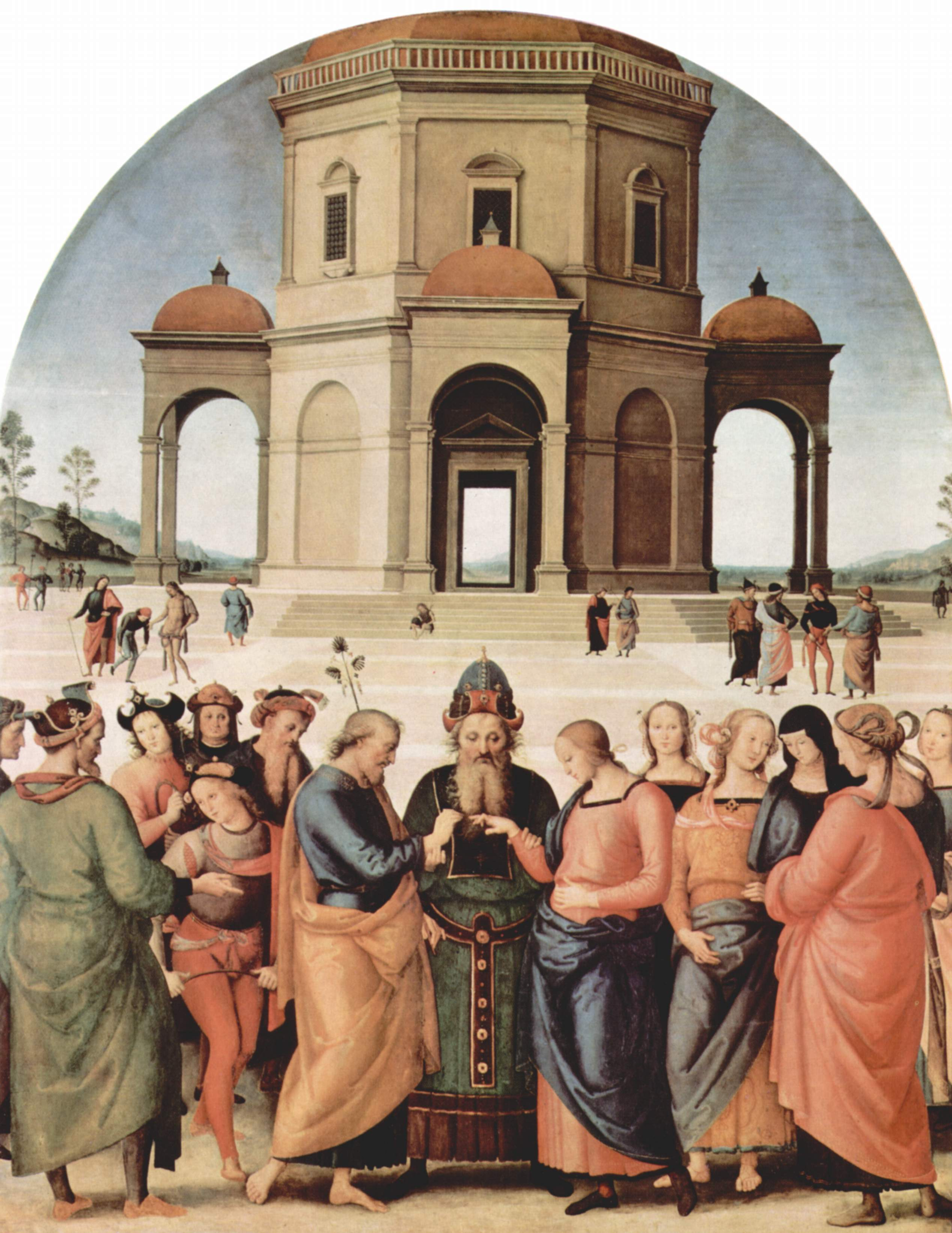
Los desposorios de la Virgen, versión de Perugino, ca. 1501-1504.
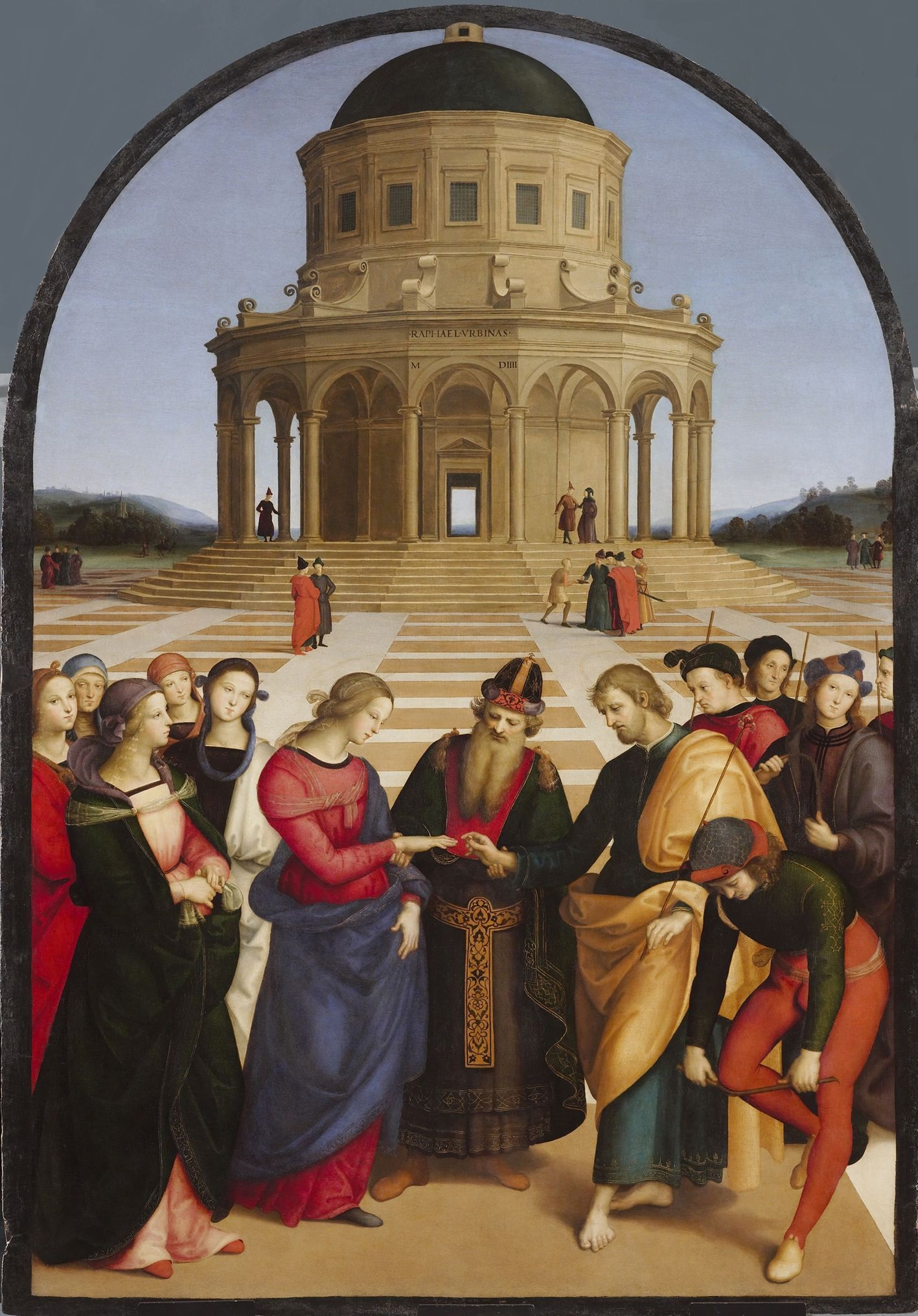
Versión de Rafael, 1504.

## Prueba
Las copias suelen reconocerse como tales por comparación con el original o con otras obras semejantes del mismo artista, siguiendo los procedimientos de la historiografía y la crítica de arte; incluyendo los estudios técnicos de conservación y restauración, cuyos métodos pueden ser cruciales para determinar la fecha de realización de una obra, aunque no tanto para distinguir las copias contemporáneas a las originales (que comparten técnicas, materiales -pigmentos, soportes- y envejecimiento).
Si el original falta es mucho menos segura la determinación de la condición de una copia, y más probable la falsificación, incluso por la adición de una firma falsa.